# Hűvösvölgy vasútállomás
Hűvösvölgy vasútállomás a Széchenyi-hegyi Gyermekvasút végponti végállomása. Nevét Budapest környező, Hűvösvölgy nevű városrészéről kapta. Az állomásból kihaladó vágány az 1951-ben elkészült Bátori László utcai vontatási telepre vezet, ahol a járművek karbantartását és felújítását végzik.
Az Országos Kéktúra 13-as és 14-es számú szakaszának határa, egyben pecsételő helye is.
Itt üzemelt Budapest első szabadtéri mozgólépcsője 1956. május 24. és 1973 között.

## Kapcsolódó állomások
A vasútállomáshoz az alábbi állomás van a legközelebb:
- Hárshegy vasútállomás (Széchenyihegy vasútállomás, Gyermekvasút)

## Megközelítés tömegközlekedéssel
- Villamos:  56, 56A, 59B, 61
- Autóbusz:  29, 57, 63, 64, 64A, 64B, 157, 157A, 164, 164B, 257, 264
- Éjszakai autóbusz:  956, 963, 964

## Galéria

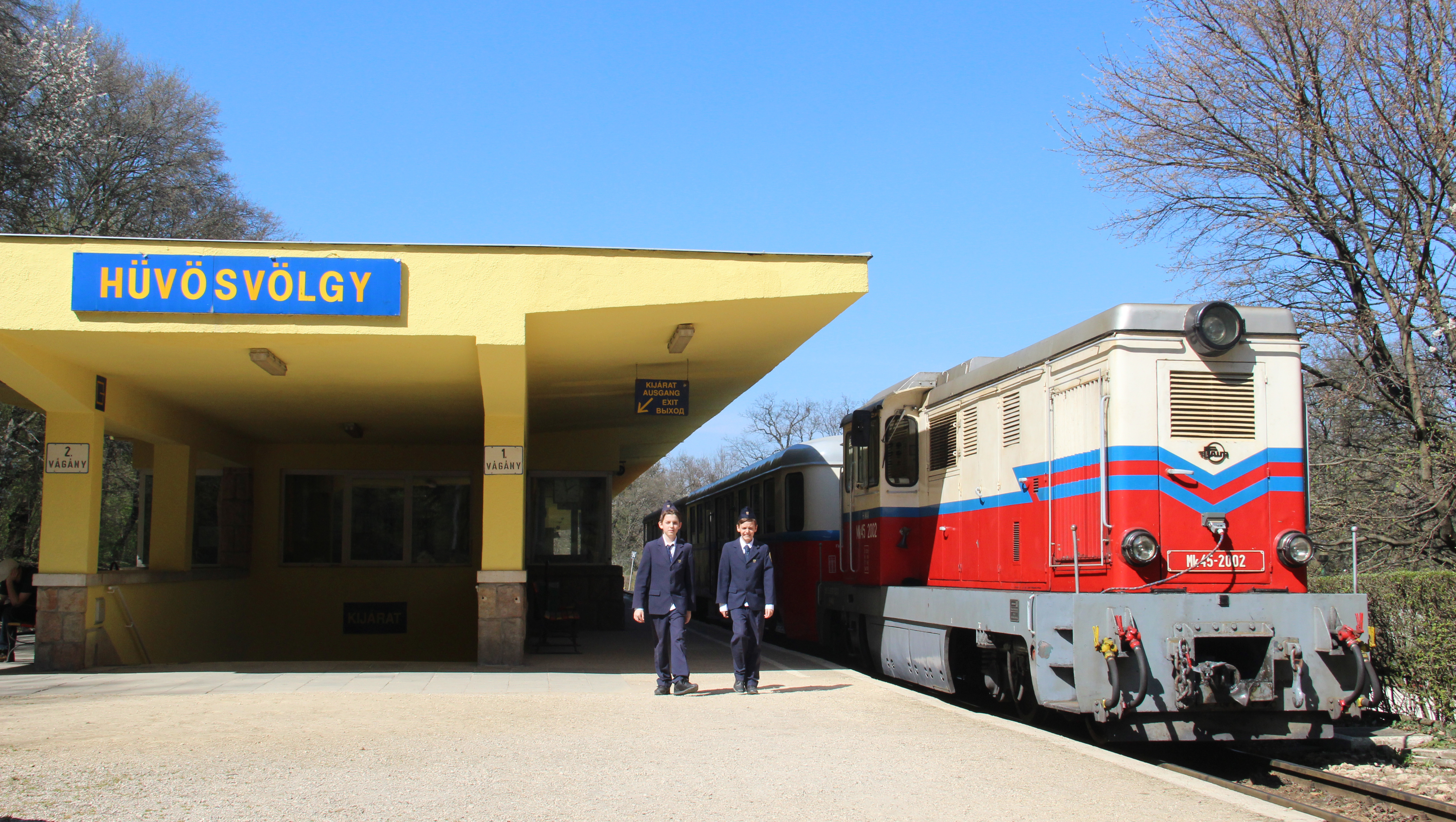
Személyvonat vár indulásra a közelmúltban felújított állomáson
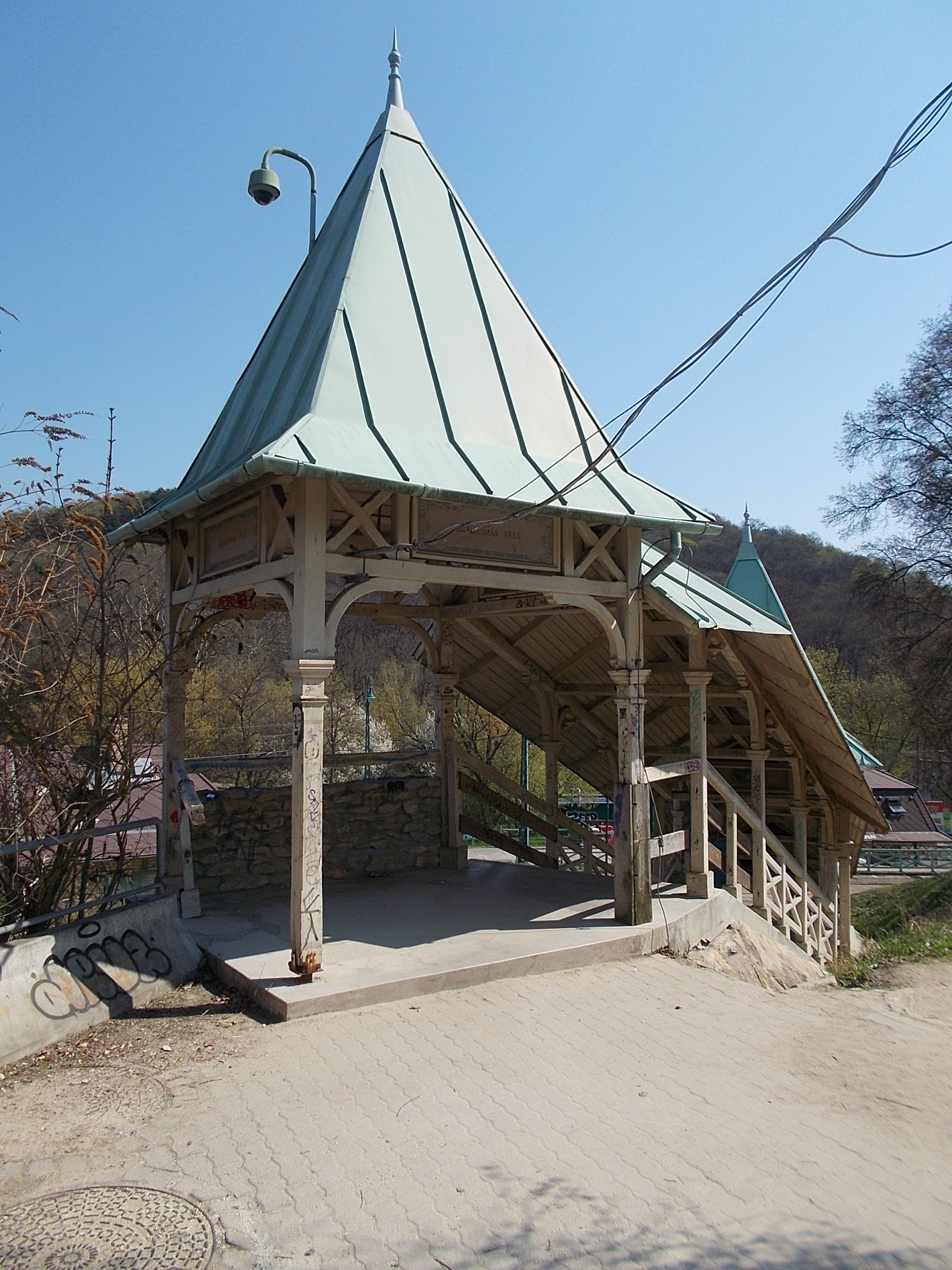
A BKK végállomásától fedett lépcsők vezetnek fel a Gyermekvasút állomásához
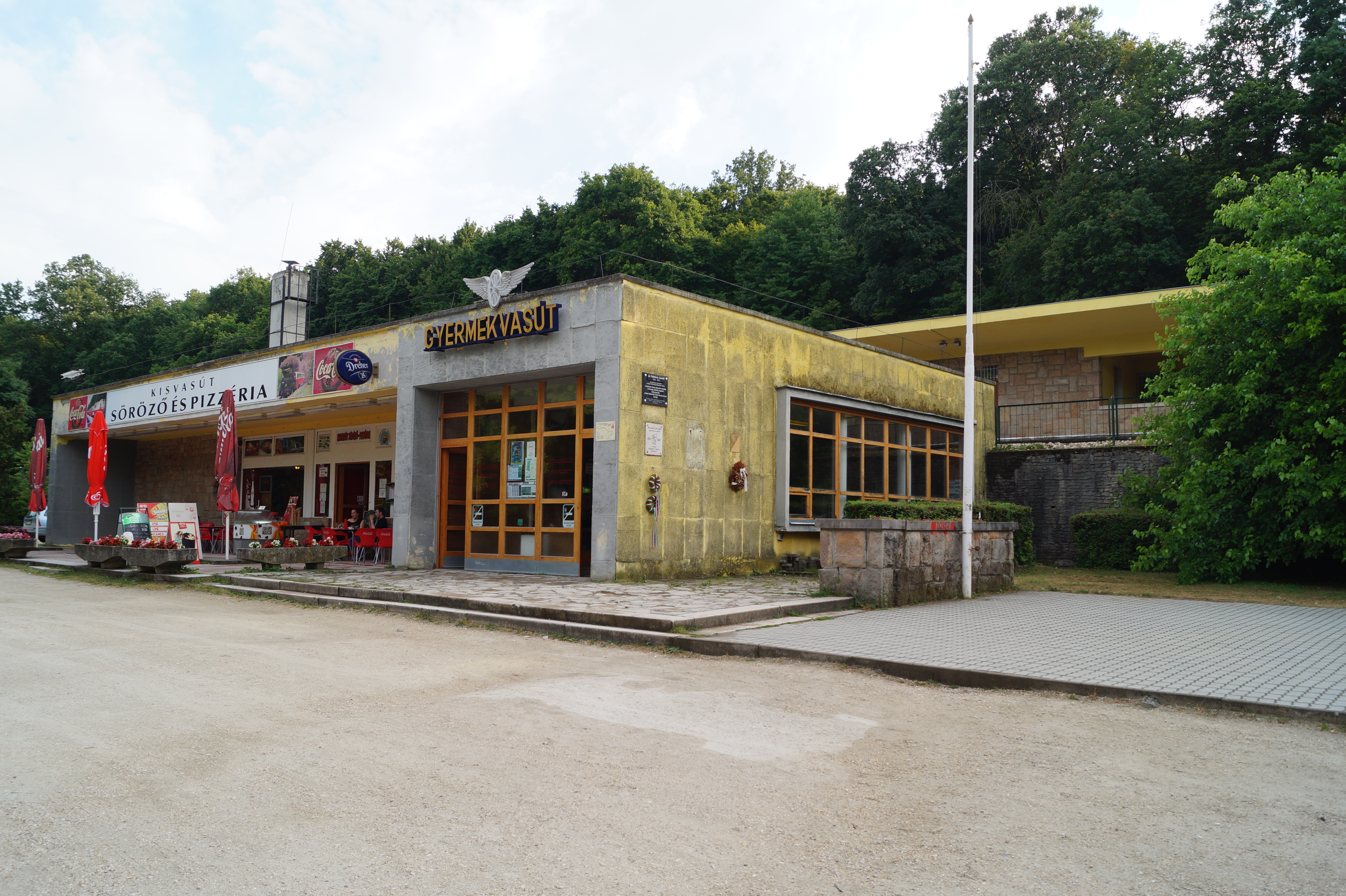
Bejárat a fogadópark felől
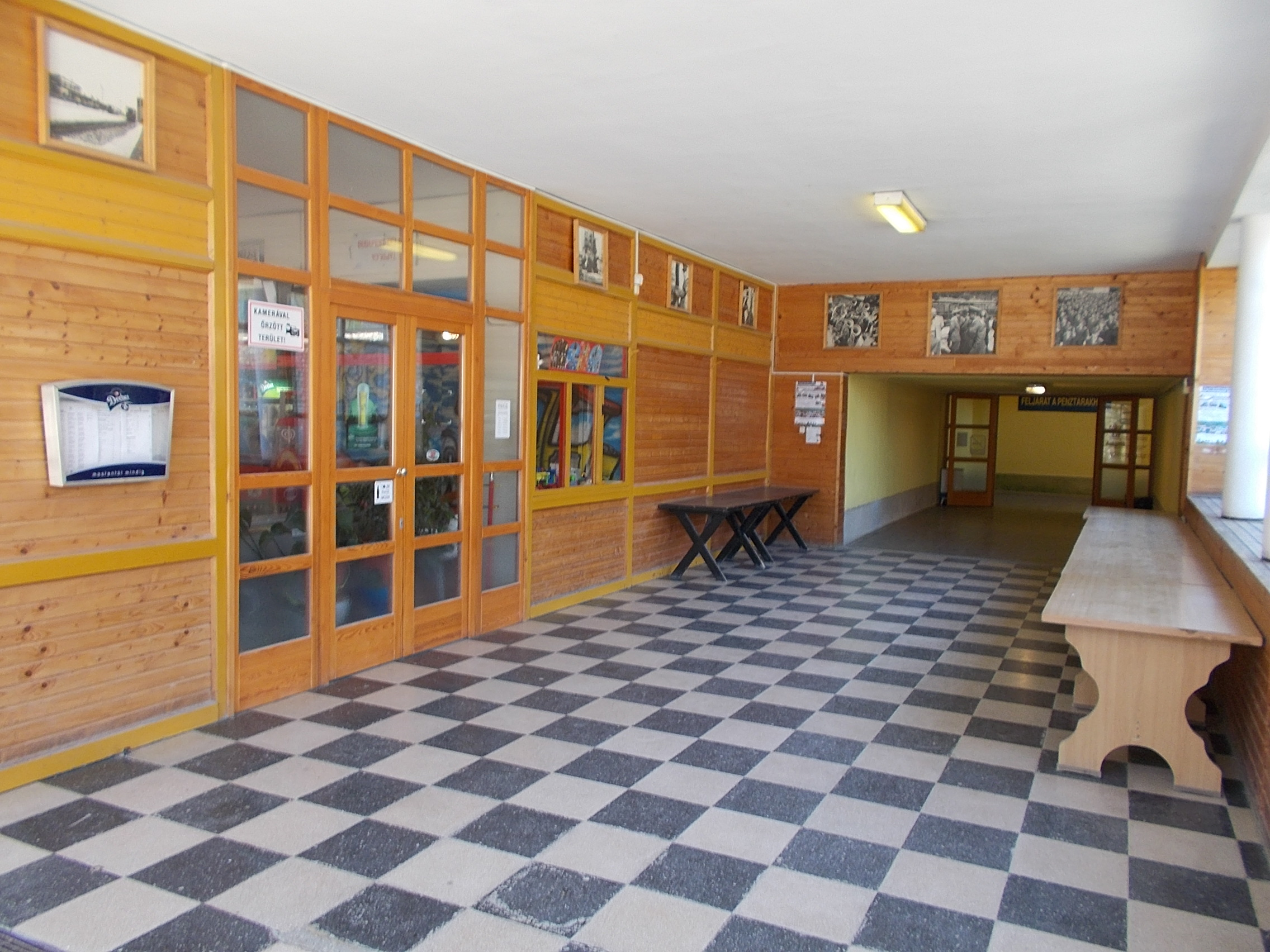
Gyalogos aluljáró az állomás alatt
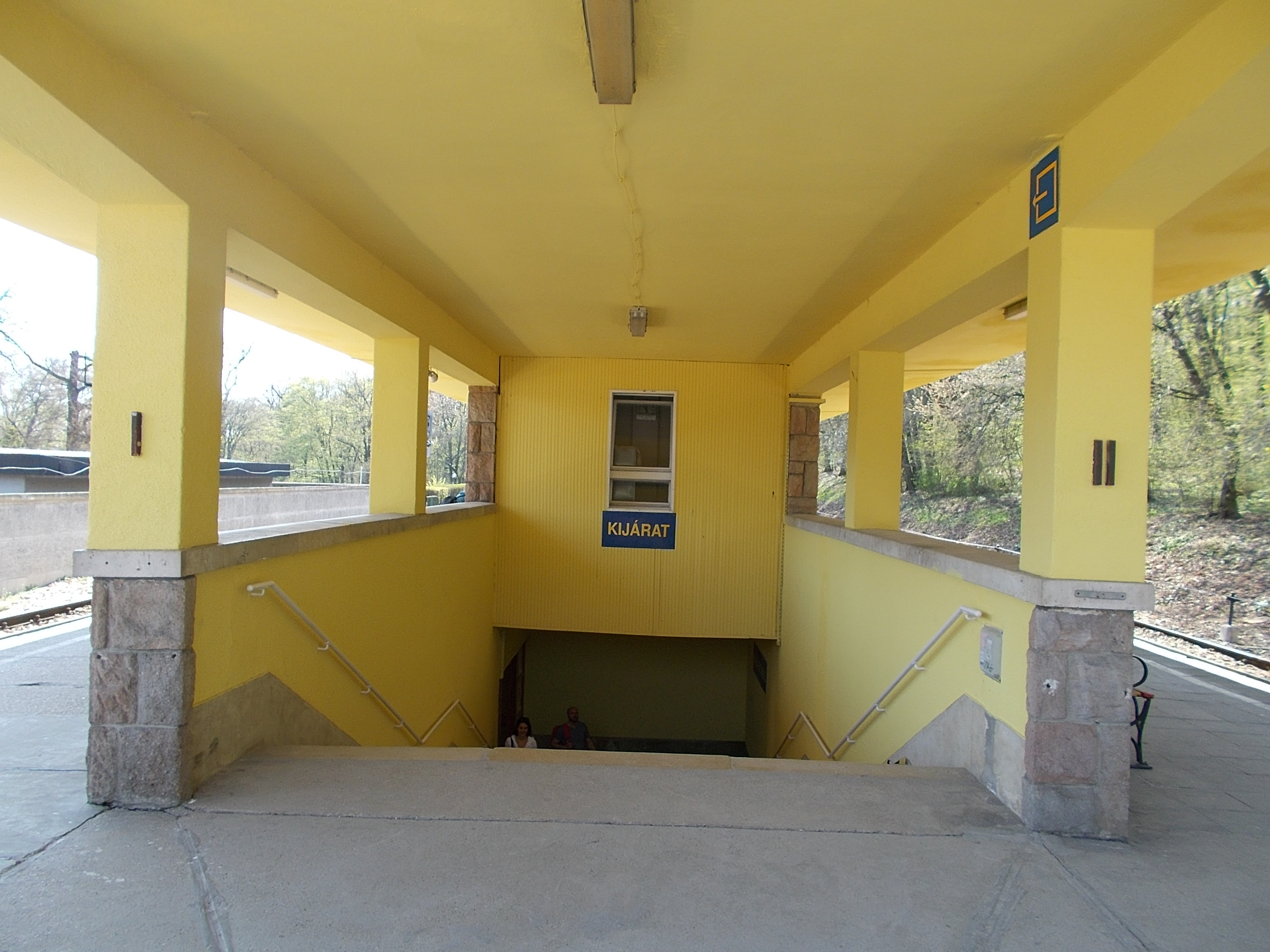
Lépcsőlejárat a szigetperonos állomáson
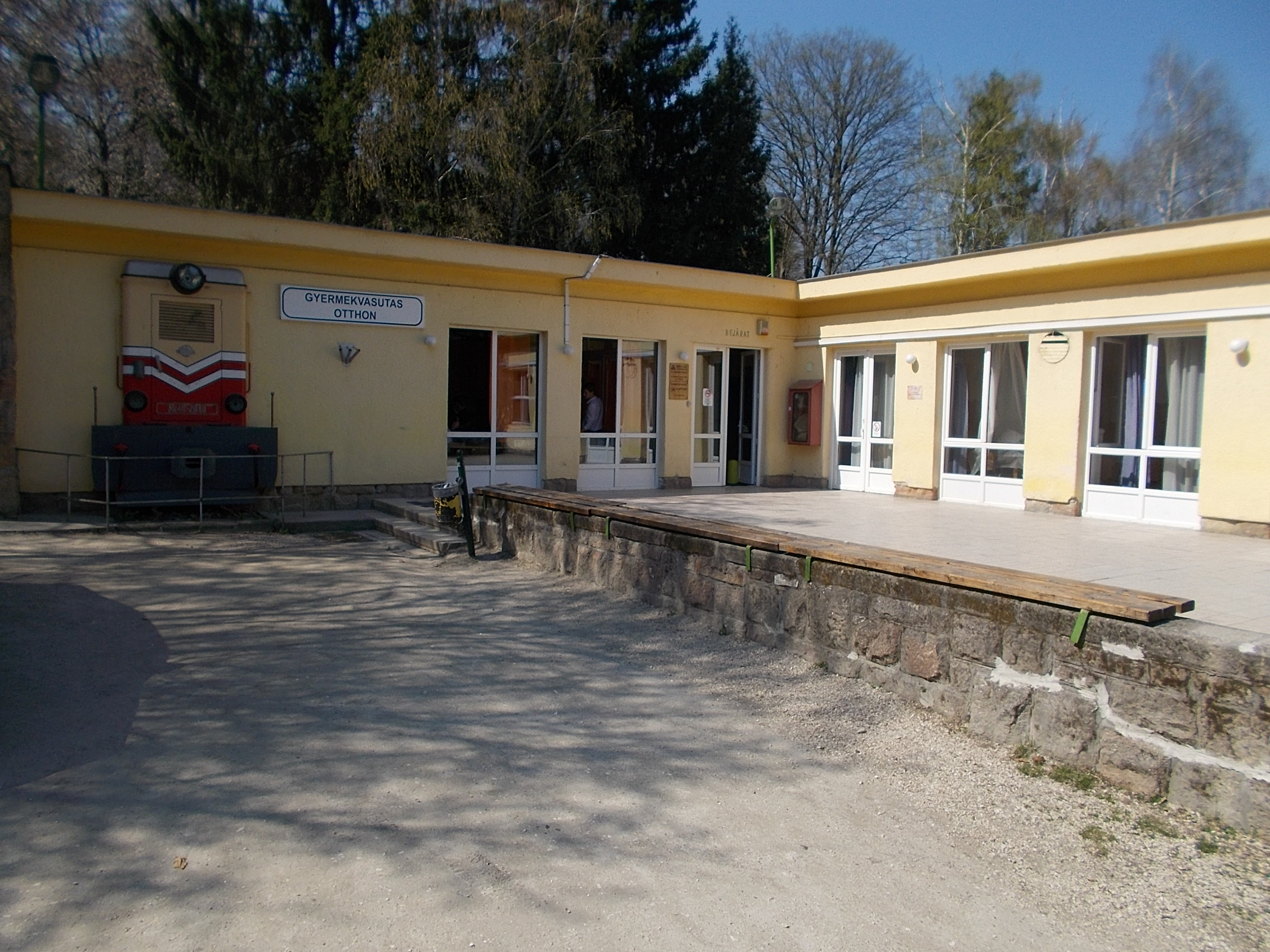
A Gyermekvasutas otthon
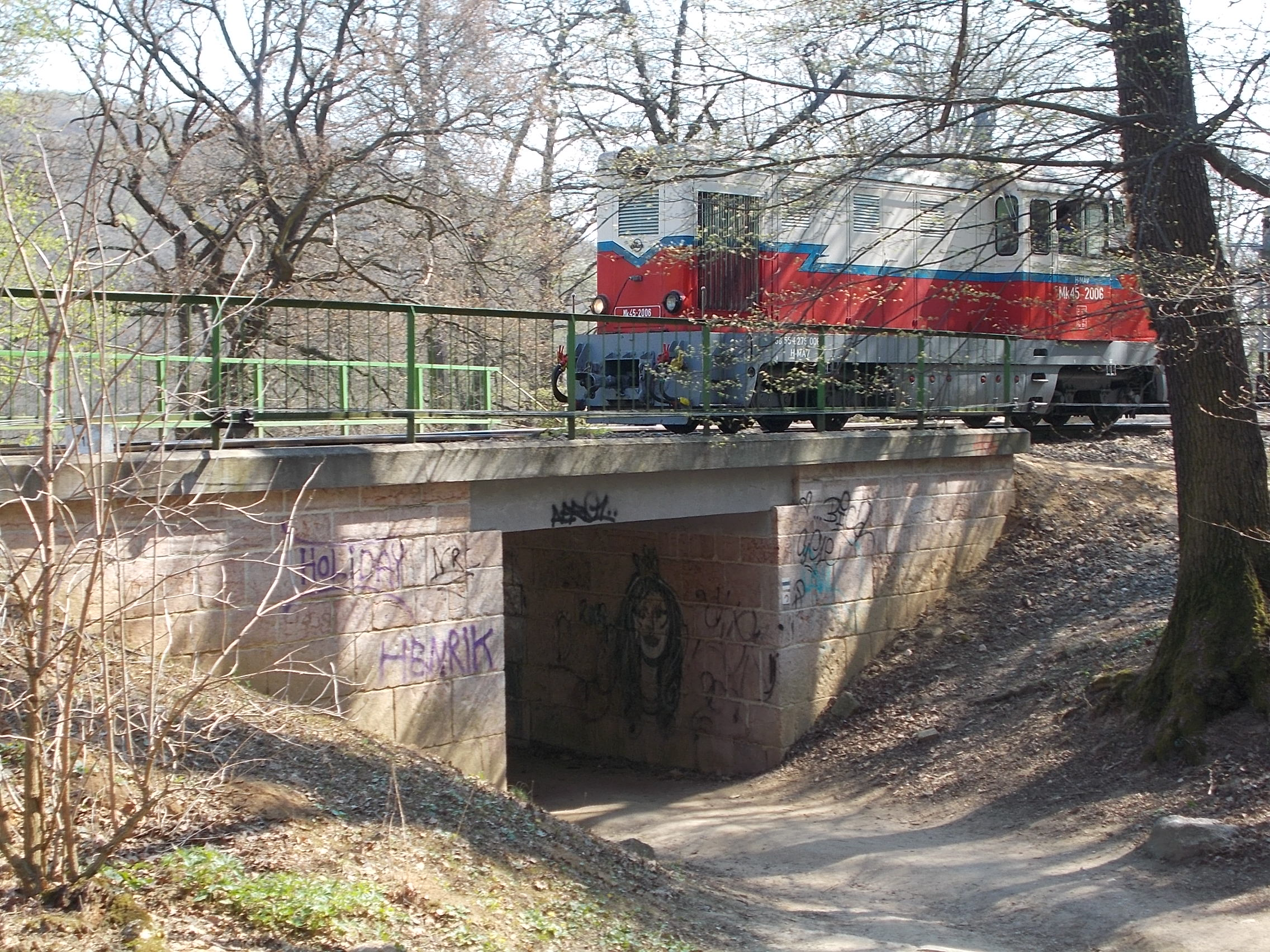
A Nagyrétre vezető turistaút aluljárója a vontatási telepre tartó vágány alatt
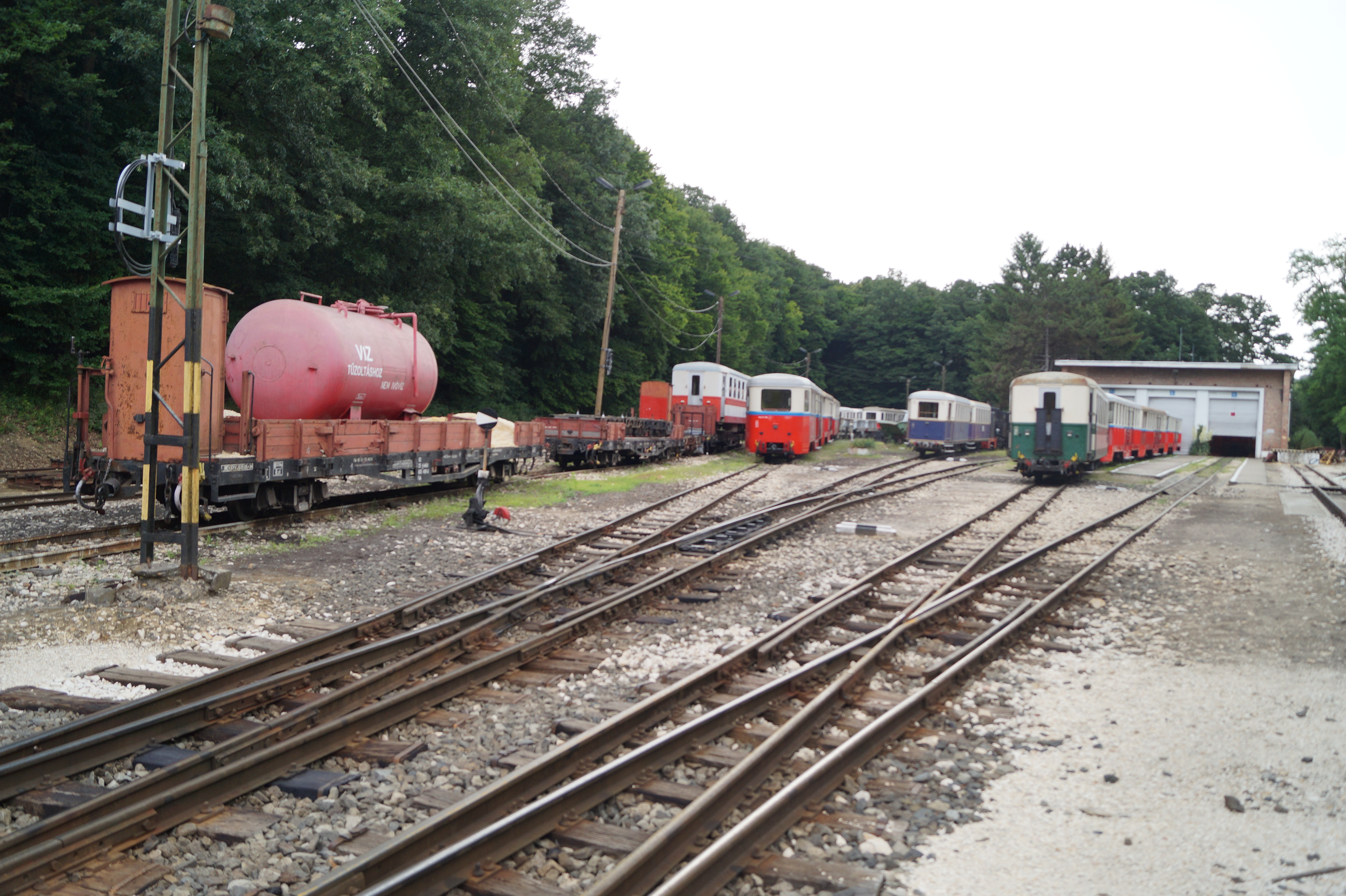
A vontatási telep
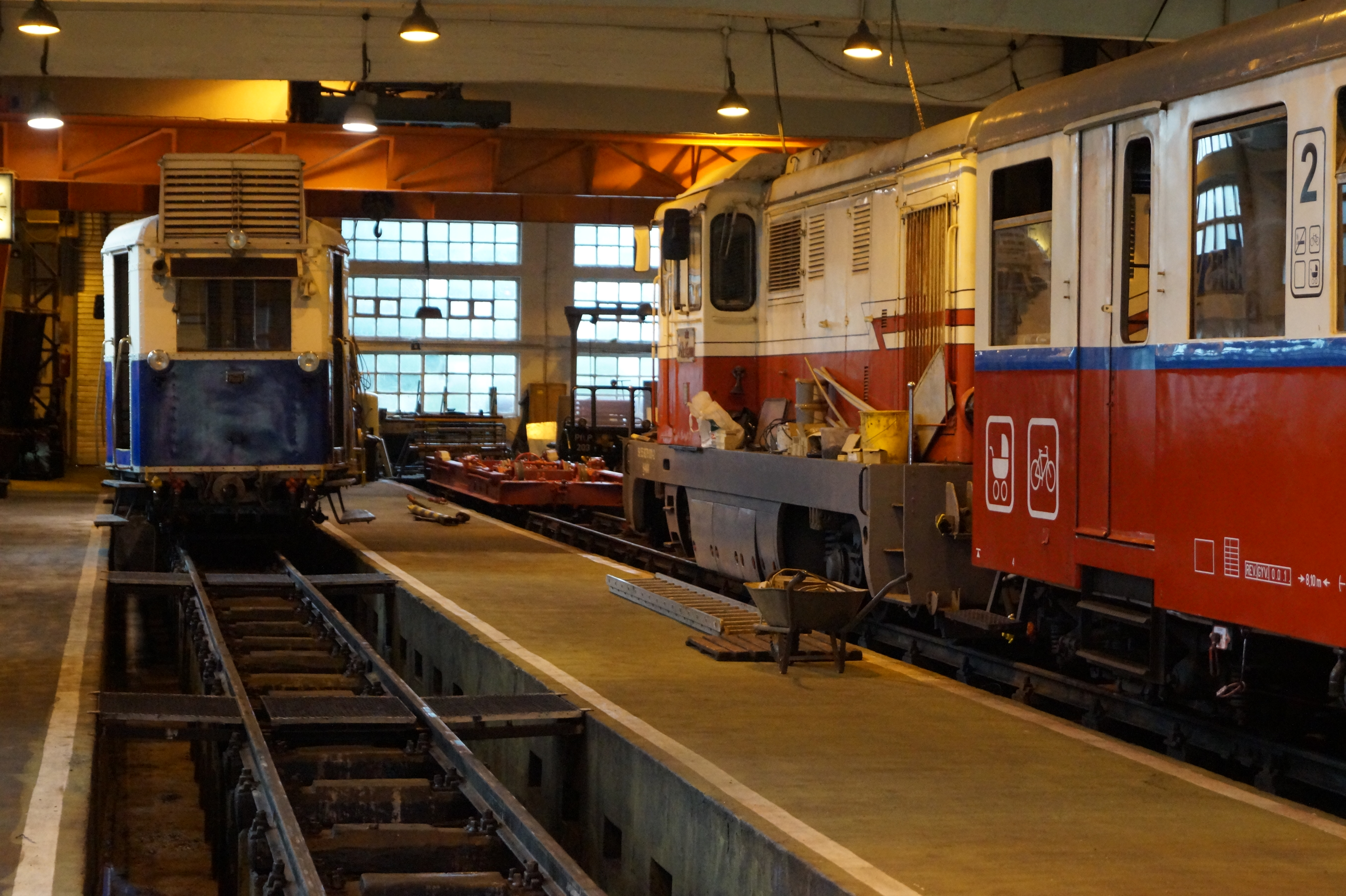
Javításra váró járművek a fűtőházban